# Dolno Kobile, Kiustendil
Dolno Kobile (în bulgară Долно Кобиле) este un sat în comuna Trekleano, regiunea Kiustendil,  Bulgaria. 

## Demografie
Componența etnică a satului Dolno Kobile
     Bulgari (95%)
     Nicio identificare (5%)
     Altele (0%)
La recensământul din 2011, populația satului Dolno Kobile era de 20 locuitori. Din punct de vedere etnic, majoritatea locuitorilor (95,0%) erau bulgari. Pentru 5,0% din locuitori nu este cunoscută apartenența etnică.